# Neuer Wegschloot
Der Neuer Wegschloot ist ein Schloot auf dem Gebiet von Pfalzdorf, einem Stadtteil von Aurich im gleichnamigen  Landkreis Aurich in Ostfriesland. Er entspringt am „Königsmoorweg“ und mündet rund 1,2 Kilometer nördlich in das Norder Tief (Harle).